# Gornje Grbice
Gornje Grbice (cyr. Горње Грбице) – wieś w Serbii, w okręgu szumadijskim, w mieście Kragujevac. W 2011 roku liczyła 226 mieszkańców.